# Cristianisme i Justícia
Cristianisme i Justícia (Cristianismo y Justicia) es un centro de estudios dedicado a la reflexión social y teológica. El centro fue creado el 9 de septiembre de 1981, promovido por los jesuitas de Cataluña, como respuesta a la tarea prioritaria "del servicio de la fe y la promoción de la justicia", pero en la actualidad su proyección tiene alcance internacional.
Su actividad consiste en la promoción del estudio y la reflexión para contribuir a la transformación de las realidades generadoras de injusticias, especialmente atento a los problemas del Tercer y Cuarto Mundo.
Establece una opción clara por la causa de los pobres.
Profundiza en las cuestiones económicas y políticas para estudiar las causas que hacen cada vez más desigual el planeta.
Dialoga con las religiones, desde la perspectiva de la lucha por la justicia.
Esta tarea la realiza mediante la difusión de su pensamiento a través de cursos, charlas, presencia en las redes sociales y la publicación de los Cuadernos CJ que llegan a más de 45.000 personas en todo el mundo en castellano, catalán e inglés. Algunos de los Cuadernos cuentan con la correspondiente Guía de trabajo.
Junto a los Cuadernos se envía Papeles, hoja doble que se envía con los Cuadernos CJ. 
Los Cuadernos EIDES (Escuela Ignaciana de Espiritualidad) dedicados a la actualización de la espiritualidad ignaciana.
La revista Selecciones de Teología escoge y condensa los mejores artículos de Teología publicados en las revistas de todo el mundo.
Publica libros que desarrollan en profundidad temas que han centrado la reflexión de CJ.
Las publicaciones en papel se complementan con el blog CJ  en internet.
Participa en «Los lunes de los derechos humanos», organizados en colaboración con Justícia i Pau, Manos Unidas y Cáritas.
El centro agrupa un equipo interdisciplinario de profesionales especialistas en diferentes áreas de la Teología y las Ciencias Sociales que trabajan en contacto directo con las realidades sociales. Forman parte de su equipo, entre otros, intelectuales como José Ignacio González Faus, Javier Vitoria, Rafael Díaz-Salazar, Joaquín García Roca, Javier Melloni y Toni Comín o los ya desaparecidos Joan N. García-Nieto, Luis de Sebastián y Antoni Blanch. También cuenta con un Seminario Social formado por personas como Salvador Busquets, Guillermo Casasnovas, Elvira Durán, Josep Miralles, Oscar Mateos, Eduardo Rojo, Lluís Sols, Santi Torres, Joan Travé, Nani Vall-llossera, Daniel Jover Torregrosa, Teresa Crespo, o Benjamín Bastida; y con un Seminario Teológico con la participación de Xavier Alegre, Pere Borràs, Jaume Botey, Joan Carrera, Jaume Flaquer, Josep Giménez, Mª. Teresa Iribarren, Ana Rubio, Francisco Tauste, Josep Cobo, Xavier Melloni, Mª Dolors Oller, Llorenç Puig, Jesús Martínez Gordo, Joaquín Menacho, Josep Mª Rambla, Lucía Ramon, Ana Moreno o Oriol Tuñí.
El Centro de Estudios Cristianisme i Justícia forma parte de la Federació Catalana d'ONG per la Pau, els Drets Humans i el Desenvolupament (Federación Catalana de ONG por la Paz, los Derechos Humanos y el Desarrollo) y participa de espacios como el Foro Social Catalán, el Foro Catalán de Teología y Liberación y la Plataforma de entidades cristianas con los inmigrantes.
En el año 2023 Cristianisme i Justícia (CJ) recibió el premio Alandar por su compromiso con la justicia.